# Паган

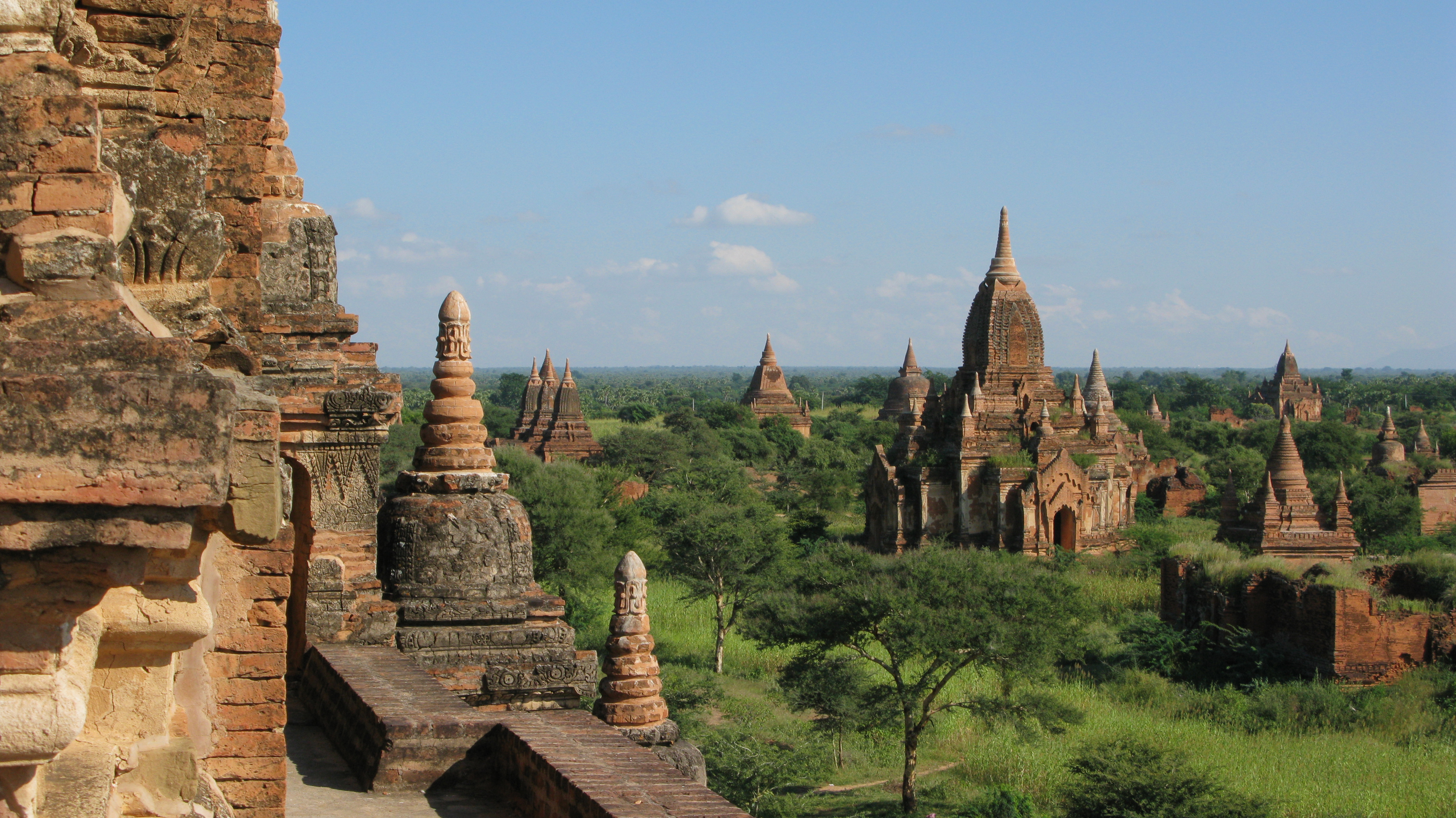
Храми в Пагані

21°10′21″ пн. ш. 94°51′36″ сх. д. / 21.1725° пн. ш. 94.86° сх. д.
Паган (або Баган, бірм. ပုဂံ) — стародавня столиця однойменного царства на території сучасної М'янми. Місто знаходиться на сухому плато вздовж західного берега річки Іраваді, за 145 км на північний захід від Мандалая, недалеко від міста Чаук в окрузі Магуе. Тепер на місці стародавнього міста знаходиться археологічна зона з тисячами пагод, храмів, ступ, монастирів.
Незважаючи на очевидну культурно-історичну значимість, деякий час ЮНЕСКО не могло оголосити Паган об'єктом всесвітньої спадщини з політичних причин, але включення у список всесвітньої спадщини все ж відбулося у 2019 році.

## Місто Паган

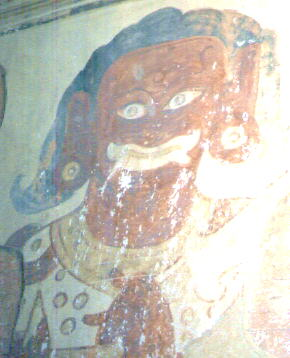
У печерах Пагана

Міста Паган як такого не існує — є тільки аеропорт Баган, і кілька сіл (Ньяун У, Ве-чжи Ін, М'їнкаба, Старий Баган) навколо і всередині величезної археологічної (а точніше охоронної) зони з розкиданими тисячами великих і маленьких ступ і пагод. Найбільш значущі ступи — такі як Швезігон і Локананда Чаун, що зберігають зуби Будди, — покриті золотом, підходи до них заасфальтовані, і навколо побудовано численні павільйони. Більшість пагод з червоної цегли і білого каменю й не покриті золотом. Багато пагод дуже відвідувані, і на вході стоять торговці, а хлопчаки з ліхтарями допомагають пролізти по сходах на верхні яруси та висвітлюють коридори. Менш значущі пагоди також охороняються і реставруються. В одній з них висить дошка, що нагадує, що тут один німецький професор намагався віддерти фрески і був заарештований поліцією. Осторонь стоїть багато зовсім маленьких ступ і пагод, деякі з них зруйновані. Місцями між храмами — випалена пустеля, місцями — самотньо стоять пальми, місцями — зелені зарості.

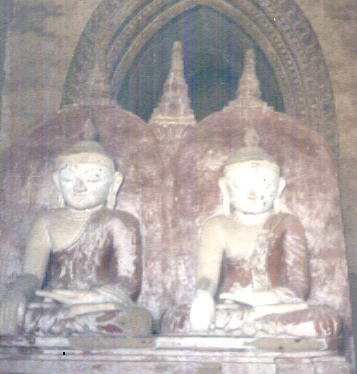
Будди в Пагані

За своїм призначенням виділяються храми — зазвичай симетричної форми з чотирма вівтарями і статуями будди в кожному напрямку горизонту, ступи зі святими реліквіями і печери (губ'яучжі) — храми з лабіринтом коридорів, розмальованих фресками. Більш старі фрески двоколірні, пізні фрески багатобарвні.
Іноземних туристів у Пагані дуже багато — і багато паломників з усього буддистського Сходу.
Один із храмів був улюбленим місцем виконання бажань для вищих урядових генералів, і охоронявся військами. Дуже знаменний храм стоїть на півдні комплексу — храм, побудований полоненим монським царем Манухою, в якому у вузькому приміщенні сидять і лежать здавлені і стислі з усіх боків Будди — так хотів цар Мануха виразити своє ставлення до полону.
Третій король Пагана Алаунсітху побудував чудовий храм з нішами для медитацій і з видом на інші храми. Він щоранку в один і той же час медитував перед нішею, поки не був убитий під час медитації своїм власним сином, який заволодів після нього троном.

## Історія
Руїни Пагана займають площу близько 40 км². Більшість споруд було побудовано в період XI по XIII століття, коли Паган був столицею династійного царства. Король П'їнб'я в 874 році переніс в Паган столицю. Однак переноси столиці в бірманської історії траплялися нерідко, і король Анората переніс столицю в інше місто. В 1057 році король Анората опанував столицею монського царства, містом Татон, і конфіскував палійські рукописи, відвів буддійських ченців, художників і ремісників, щоб перетворити Паган на культурний центр (див. Буддизм у Бірмі). Він затвердив вчення буддизму Тхераваді як державної релігії і послав духовну місію на Шрі-Ланку, звідки прибули монахи і допомогли йому завершити звернення всієї країни в Тхераваду. Паган став центром науки, релігії та культури, одним з найбільших міст світу.
У 1287 році царство було зайнято монголами, відмовившись платити данину. Місто було розграбоване, золоті пагоди обдерті, численні релігійні реліквії були вкрадені.
| Ім'я             | становище                  | Роки правління | Коментарі                                      |
| ---------------- | -------------------------- | -------------- | ---------------------------------------------- |
| Тхамударіт       |                            | 107–152        | * Засновник Пагана                             |
| П'їнб'я          | Син Кхел                   | 846–876        | Переніс столицю з Тампаваді в Паган            |
| Таннет           | Син П'янб'я                | 876–904        |                                                |
| Сале Некве       | Нащадок короля Тінгаязи    | 904–934        | Вбив короля Таннета і захопив трон             |
| Тейнко           | син                        | 934–956        |                                                |
| Ньяунг-у Сорахан | Фермер, «огірковий король» | 956–1001       | За легендою вбив Тейнко через вкрадений огірок |
| Куїсо            |                            | 1021–1038      |                                                |
| Анората          | Син Кунс Чаунп'ю           | 1044–1077      |                                                |
| Солу             | Син                        | 1077–1084      |                                                |
| Чанзітха         | Брат                       | 1084–1113      |                                                |
| Алаунсітху       | Онук                       | 1113–1167      | 1113–1160 (?)                                  |
| Наратху          | Син                        | 1167–1170      | 1160–1165 (?)                                  |
| Наратхейнкха     | Син                        | 1170–1173      |                                                |
| Нарапатісітху    | Брат                       | 1174–1211      |                                                |
| Тхіломінло       | Син                        | 1211–1234      |                                                |
| Чозва            | Син                        | 1234–1250      |                                                |
| Узана            | Син                        | 1250–1255      |                                                |
| Наратхіхапаті    | Син                        | 1255–1287      |                                                |
| Чозво            | Син                        | 1287–1298      |                                                |
| Сохніт           | Син                        | 1298–1325      |                                                |
| Сомунніт         | Син                        | 1325–1369      |                                                |

  *  Хоча історичним засновником Пагана вважається Анората, традиція приписує заснування Пагана королю Тхамударіту. (Хроніки Скляного Палацу).